# Bana (järnväg)
Bana är ett eller flera järnvägsspår för tågtrafik genom ett geografiskt område. Spår i kapillärnätet räknas vanligen ej som en bana. Historiskt har banor uppstått vid ett nybygge av en järnväg eller i samband med att mindre banor kopplats ihop till en längre bana. En bana kan vara enkelspårig, dubbelspårig eller flerspårig. Se kapacitet (järnväg).
Järnvägsstationer där banor möts kallas järnvägsknutar.

## Sverige
Banorna har i Sverige getts namn som speglar den geografiska landsdel de sammanbinder. Exempel på banor är:
- Stambanor som avsågs ha strategisk betydelse för genomgående trafik
  - Norra stambanan
  - Västra stambanan
  - Södra stambanan
- Bohusbanan
- Dalabanan
- Mälarbanan
- Svealandsbanan

Trafikverket har en lista på alla banor i landet. Om en bana har förgreningar på olika ställen så delar Trafikverket upp banan i bandelar. Uppdelningen görs så att ingen förgrening finns inom en bandel, och varje bandel får ett nummer. För varje bandel finns en definierad driftsansvarig som klarerar trafiken.
Alltefter som trafiken utvecklats har banor lagts ned eller förbättrats. Vanliga förbättringar är uträtning av kurvor, högre specifikation vad gäller hastighet (STH), vikt (STAX) och lastprofil. Vissa banor har fått dubbelspår eller till och med fyrspår.